# Maria Dembowska (bibliograf)

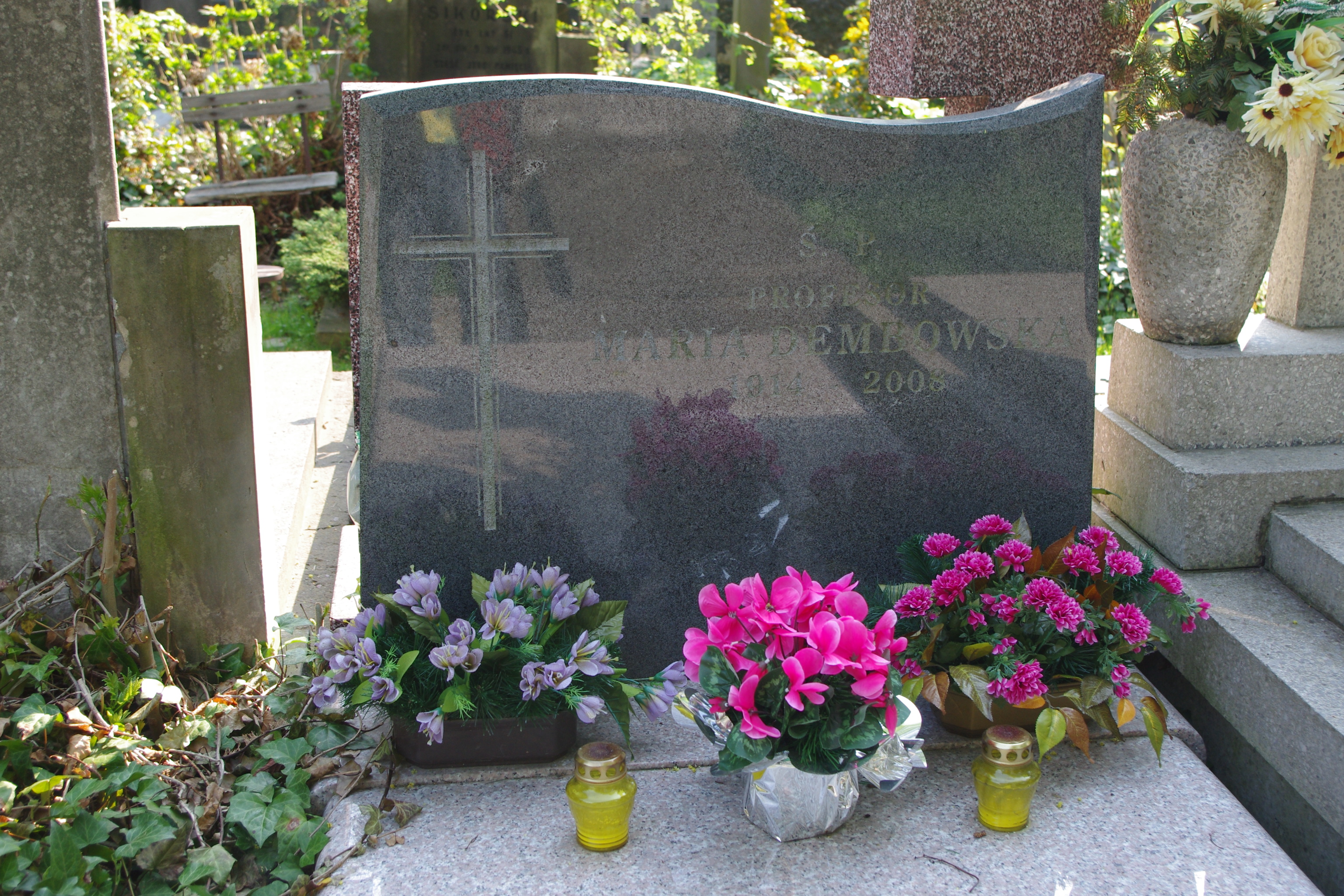
Grób Marii Dembowskej na cmentarzu ewangelicko-reformowanym w Warszawie

Maria Henryka Dembowska (ur. 15 listopada 1914 w Łodzi, zm. 26 czerwca 2008 w Warszawie) – polska bibliograf, bibliotekoznawca, specjalista z zakresu dokumentacji i informacji naukowej, naukoznawstwa; w latach 1966–1975 dyrektor Biblioteki Polskiej Akademii Nauk w Warszawie.

## Praca zawodowa i naukowa
W 1939 ukończyła studia na Uniwersytecie Warszawskim. W czasie II wojny światowej brała udział w tajnym nauczaniu, po powstaniu warszawskim uczestniczyła w akcji ratowania warszawskich zbiorów bibliotecznych. Po wojnie pracowała w Państwowym Instytucie Książki w Łodzi jako adiunkt (i kierownik Wydziału Dokumentacji); jednocześnie współpracowała z pierwszą Katedrą Bibliotekoznawstwa powołaną na Uniwersytecie Łódzkim pod kierownictwem prof. Jana Muszkowskiego i była jego asystentką- wolontariuszką. Od 1949 związała się z Biblioteką Narodową, gdzie w latach 1949–1957 kierowała Zakładem Bibliografii Retrospektywnej, organizując warsztat polskiej narodowej bibliografii (Bibliografia polska 1901–1939) oraz Pracownią Problemów Dokumentacji i Informacji Naukowej. W 1960 obroniła doktorat, w 1965 habilitowała się. W czasie pracy na stanowisku dyrektora Biblioteki PAN została profesorem nadzwyczajnym (1973).
W latach 1974–1981 i 1984–1986 była profesorem w Zakładzie Bibliotekoznawstwa i Informacji Naukowej Wyższej Szkoły Pedagogicznej w Olsztynie. Wypromowała 43 magistrów i czterech doktorów.
Jako dyrektor Biblioteki Polskiej Akademii Nauk w Warszawie zainicjowała opracowanie Słownika polskich towarzystw naukowych oraz bibliografii naukoznawstwa.
Redagowała lub współredagowała:
- „Biuletyn Instytutu Bibliograficznego” (w latach 1956–1964, wraz z Heleną Hleb-Koszańską i Henrykiem Sawoniakiem),
- „Biuletyn Informacyjny Biblioteki Narodowej” (1958–1962),
- „Przegląd Biblioteczny” (w latach 1969–1978).

Była inicjatorką utworzenia Nagrody Naukowej im. Adama Łysakowskiego, pierwszą przewodniczącą Komisji ds. tej nagrody i jej sponsorem. W Stowarzyszeniu Bibliotekarzy Polskich pełniła funkcję Sekretarza Generalnego Zarządu Głównego (1957–1960, 1960–1963), otrzymała w 1985 tytuł członka honorowego tej organizacji.
Zmarła w Warszawie, pochowana na cmentarzu ewangelicko-reformowanym (kwatera 4-3-8).

## Publikacje
Łącznie ogłosiła ponad 180 publikacji, m.in.:
- Terminologia bibliograficzna. „Biuletyn Instytutu Bibliograficznego”, 1954, t. 4, nr 5.

- Metoda Bibliografii polskiej Karola Estreichera (1954; wyd. 2 rozszerzone i uzupełnione 1970, wyd. 3 w 2001 r.); w 1960 na podstawie tej pracy uzyskała stopień naukowy doktora na Wydziale Humanistycznym Uniwersytetu Łódzkiego, inicjatorem przygotowania rozprawy był Adam Łysakowski, promotorem w przewodzie doktorskim – Helena Więckowska, recenzentem rozprawy – Aleksander Birkenmajer.
- Dokumentacja i informacja naukowa: zarys problematyki i kierunki rozwoju. Warszawa: SBP, 1965 (rozprawa habilitacyjna).
- Problemy bibliotek naukowych: z zagadnień informacji naukowej. Warszawa: Biblioteka PAN, 1971.
- Informacja naukowa w Polsce: rozwój, stan obecny i perspektywy. Warszawa Biblioteka PAN, 1973.
- Nauka o informacji naukowej (informatologia): organizacja i problematyka badań w Polsce. Warszawa: IINTE, 1991.
- Bibliotekarstwo polskie 1925–1951 w świetle korespondencji jego współtwórców. Wyboru z listów Adama Łysakowskiego, Mariana Łodyńskiego, Józefa Grycza i Heleny Hleb-Koszańskiej dokonała, wstępem, przypisami i indeksem opatrzyła Maria Dembowska. Warszawa: SBP, 1995 ISBN 83-85778-36-5.
- Bibliologia, bibliografia, bibliotekoznawstwo, informacja naukowa: wybór prac. Warszawa : Biblioteka PAN, 1999 ISBN 83-901688-6-3.

## Ordery i odznaczenia
- Krzyż Oficerski Orderu Odrodzenia Polski (1987)
- Krzyż Kawalerski Orderu Odrodzenia Polski (1976)
- Złoty Krzyż Zasługi (1968)
- Medal 10-lecia Polski Ludowej (19 stycznia 1955)[6]
- Odznaka „Zasłużony Działacz Kultury” (1964)